# Tour du Pays de Montbéliard
Le Tour du Pays de Montbéliard est une course cycliste par étapes française créée en 2020. La course remplace le Grand Prix du Pays de Montbéliard qui était organisée par le CC Étupes depuis 2011.
En 2020, la première édition est organisée par le CC Étupes dans le calendrier national français pour les coureurs amateurs. En 2021, la course figure au calendrier UCI Europe Tour en catégorie 2.2U et est réservée aux coureurs espoirs (moins de 23 ans). En 2022, elle est inscrite au calendrier UCI en catégorie 2.2, supprimant la limite d'âge.
La course comprend un prologue le vendredi et deux étapes en circuit le samedi et le dimanche.

## Palmarès
| Année | Vainqueur           | Deuxième        | Troisième       |
| ----- | ------------------- | --------------- | --------------- |
| 2020  | Stefan Bennett      | Stuart Balfour  | Clément Carisey |
| 2021  | Maurice Ballerstedt | Lorenzo Germani | Reuben Thompson |
| 2022  | Michael Kukrle      | Ewen Costiou    | Dylan George    |
| 2023  | Sten Van Gucht      | Martin Tjøtta   | Laurens Sweeck  |